# Битва за Холмец
Битва за Холмец (словен. bitka za Holmec) — одно из самых кровопролитных столкновений Десятидневной войны между Югославской народной армией (ЮНА) и территориальной обороны Словении вместе с полицией. Солдаты ЮНА должны были занять пограничный пункт Холмец после того, как словенцы не выполнили их краткий ультиматум. В битве приняли участие 220 солдат территориальной обороны и 40 полицейских против 62 солдат ЮНА.

## Ход битвы
В битве приняли участие 115-я противодиверсионная рота, 1-я рота 62-го Каринтийского отряда, 1-й взвод 97-го штурмового отряда, 160-й противодиверсионный взвод и 32-я зенитная батарея словенской ТО против 31-го корпуса ЮНА. 28 июня 1991 года словенские солдаты ТО были сняты на видео на австрийской общественной радиовещательной станции OРФ. На видеозаписи было видно, как небольшая группа солдат ЮНА стоит или медленно идёт с поднятыми руками, держа белую простыню в явной попытке сдаться. Спустя несколько мгновений раздаются выстрелы, и солдаты падают или спрыгивают на землю. Сторожевая башня Холмеца пала около 10 часов утра под ударами словенской ТО. Во время битвы погибли 2 словенских полицейских, 45 солдат ЮНА были взяты в плен, ещё 3 сдались словенцам.

## Последствия
Холмец стал первым пограничным пунктом в Словении, освобождённым во время Десятидневной войны. Многие словенские высокопоставленные офицеры после битвы покинули ЮНА.